# Fons Brydenbach
Alfons (Fons) Brydenbach (Vorselaar, 12 oktober 1954 – Wechelderzande, 8 mei 2009) was een Belgische atleet die gespecialiseerd was in de 400 m.

## Loopbaan
Brydenbach brak in 1973 door op de 400 m. In dat jaar werd hij op deze afstand Belgisch kampioen en in Duisburg Europees jeugdkampioen in 45,86. Het volgende jaar liep hij op 17 februari in Sofia met 45,9 een wereldindoorrecord. Drie weken later werd hij in Göteborg Europees indoorkampioen op de 400 m. In de halve finale van de Europese kampioenschappen in open lucht in Rome bolde hij te vroeg uit en werd zo uitgeschakeld. Hij werd Belgisch kampioen op de 200 m.
In 1975 werd Brydenbach Belgisch kampioen op de 100 en opnieuw op de 200 m (op beide afstanden in een Belgische recordtijd). In 1977 werd Brydenbach opnieuw Europees indoorkampioen in San Sebastian. Hij werd Belgisch kampioen op de 400 m in 1976, 1977, 1978 en 1981.
Fons Brydenbach bereikte in zijn atletiekloopbaan twee keer de olympische 400 meterfinale. Op de Spelen van 1976 in Montreal werd hij met een Belgisch record van 45,04 s vierde. Alberto Juantorena won het goud, vóór twee Amerikanen. Brydenbach, die in de ongunstige buitenbaan moest lopen, strandde op zes honderdsten van brons. In 1980 eindigde hij als vijfde op de Spelen in Moskou in 45,10. Na 300 meter liep hij nog in koppositie, maar Brydenbach kraakte en werd nog door vier lopers voorbijgelopen. De Sovjet Viktor Markin won het goud in 44,60. In 1982, op amper 28-jarige leeftijd, stopte Brydenbach na een dijblessure met atletiek. Brydenbach was licentiaat Lichamelijke opvoeding en werkte na zijn carrière bij Janssen Pharmaceutica, waar hij het schopte tot hoofd public relations.
Zijn Belgisch record op de 400 m hield stand tot 2003, toen Cédric Van Branteghem het record met twee honderdsten verbeterde. Het wereldindoorrecord uit 1974 staat op dit moment nog steeds als nationaal indoorrecord op Brydenbachs naam.
Wel raakte Brydenbach in 2008 een ander, lang op zijn naam staand record kwijt: de 3.03,68 die hij op 5 juli 1981 op de 4 x 400 m estafette samen met Eddy Deleeuw, Danny Roelandt en Rik Vandenberge liet noteren, werd bijna 27 jaar na dato, op 31 mei 2008, door een ander Belgisch viertal uit de boeken gelopen.
In 1978 kreeg hij de Gouden Spike als Belgisch atleet van het jaar.
Fons Brydenbach overleed in 2009 op 54-jarige leeftijd aan de gevolgen van blaaskanker.

## Kampioenschappen

### Internationale kampioenschappen
| Onderdeel | Titel                   | Jaar       |
| --------- | ----------------------- | ---------- |
| 400 m     | Europees indoorkampioen | 1974, 1977 |
| 400 m     | Universitair kampioen   | 1977       |
| 400 m     | Europees juniorkampioen | 1973       |

### Belgische kampioenschappen
| Onderdeel | Jaar                               |
| --------- | ---------------------------------- |
| 100 m     | 1975                               |
| 200 m     | 1974, 1975                         |
| 400 m     | 1973, 1976, 1977, 1978, 1979, 1981 |

## Persoonlijke records
| Afstand | Tijd          | Datum            | Plaats   |
| ------- | ------------- | ---------------- | -------- |
| 100 m   | 10,46 (ex-NR) | 10 augustus 1975 | Brussel  |
| 200 m   | 20,68 (ex-NR) | 10 augustus 1975 | Brussel  |
| 400 m   | 45,04 (ex-NR) | 29 juli 1976     | Montreal |

## Belangrijkste prestaties

### 100 m
- 1974:  BK AC - 10,4 s
- 1975:  BK AC - 10,46 s

### 200 m
- 1974:  BK AC - 20,7 s
- 1975:  BK AC - 20,68 s
- 1977:  BK AC - 20,99 s

### 400 m
- 1973:  EJK - 45,86 s
- 1973:  BK AC - 46,9 s
- 1974:  EK indoor - 46,60 s
- 1976:  BK AC - 45,55 s
- 1976: 4e OS - 45,04 s
- 1977:  BK AC - 45,75 s
- 1977:  Universiade in Sofia - 45,18 s
- 1977:  EK indoor - 46,53 s
- 1977:  Memorial Van Damme - 45,13 s
- 1978:  BK AC - 45,59 s
- 1979:  BK AC - 45,91 s
- 1979:  Memorial Van Damme - 45,95 s
- 1980: 5e OS - 45,10 s
- 1981:  BK AC - 45,78 s
- 1981: 5e Memorial Van Damme - 45,90 s
- 1982:  BK AC – 47,50 s

## Onderscheidingen
- 1973: Grote ereprijs van de KBAB
- 1978: Gouden Spike